# 伊塔若比
伊塔若比是巴西圣保罗州的一个市镇。总面积501.842平方公里，总人口15007人，人口密度29.9人/平方公里。